# Ga Phú Xuyên
Ga Phú Xuyên là một nhà ga xe lửa trên tuyến đường sắt Bắc Nam thuộc địa phận thành phố Hà Nội, tiếp nối sau ga Chợ Tía và trước ga Đồng Văn (tỉnh Hà Nam). Ga toạ lạc tại tiểu khu Mỹ Lâm, thị trấn Phú Xuyên, huyện Phú Xuyên. Lý trình ga: Km 33 + 340.